# Analyse décisionnelle des systèmes complexes
L'analyse décisionnelle des systèmes complexes est une méthode formelle qui vise à fournir des méthodes et outils de pilotage des systèmes complexes ou de modélisation des environnements chaotiques (théorie du chaos). La démarche insiste sur la transdisciplinarité et inscrit donc l'Analyse décisionnelle des systèmes complexes dans le courant de pensée systémique. Enfin, elle s'inspire aussi largement du courant cybernétique.

## Principe
Cette méthode apporte un type de modélisation du pilotage coordonné de l'organisation et des systèmes d'information qui évite certains écueils des modèles existants en informatique, trop déterministes et trop tournés vers l'intérieur des organisations. En l'occurrence, l'accent y est mis sur la capacité des organisations à élaborer des décisions relatives au pilotage des processus. Ainsi, les organisations - appréhendées comme des systèmes socio-techniques - sont modélisées selon l'ordonnancement des décisions et non selon le simple agencement des fonctions. L'Analyse décisionnelle des systèmes complexes permet donc - en replaçant données et traitements dans le contexte des objectifs poursuivis et des décisions prises - de rompre la traditionnelle boucle étrange d'interdépendance entre les schémas de traitement et les schémas de données dans le Système d'information : les uns déterminant les autres et réciproquement. Elle permet donc d'adresser le pilotage ou la régulation des processus et modélise les décisions et le contrôle de leur évolution afin de les amener à une situation concordant avec les objectifs poursuivis.[pas clair]

## Avantages
Les modèles de gouvernance des systèmes d'information les plus fréquemment employés, comme CobiT, souffrent d'une relative indigence en matière d'alignement et de gestion des risques.
L'analyse décisionnelle des systèmes complexes permet un meilleur alignement stratégique, en prenant en compte plusieurs aspects de l'activité des organisations qui n'étaient pas traités par la modélisation traditionnelle comme :
- la veille,
- l'innovation,
- la convergence de buts des acteurs autonomes (hommes, machines) vers les objectifs généraux[5]
- la démarche qualité,
- l'interaction avec des parties prenantes externes à l'organisation,
- l'analyse du contexte[6],
- l'urbanisation,
- l'analyse du système de valeurs (valeurs économiques, comportementales et constitutives)[7]
- le retour d'expérience.

## Structure

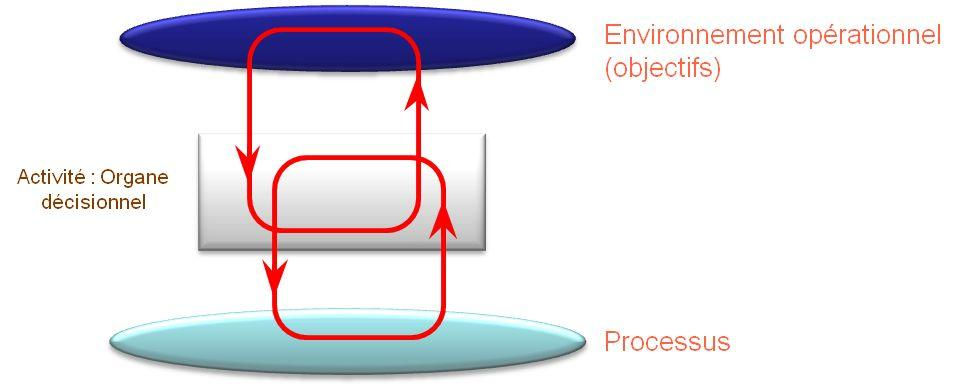
La délégation (ou l’automatisation) conduit à la complexification des organisations par émergence d’activités nouvelles

Cette approche, qui place l'action humaine au premier plan, est structurée en activités à différents niveaux hiérarchiques. Chaque activité y représente un centre élémentaire de prise de décisions et peut, dans la réalité, être pilotée par une machine ou un homme. Cette approche dans la modélisation de prise de décision est également la base conceptuelle d'autres méthodes similaires,,, qui sous-tendent des architectures multi agents ou neuro-symboliques (en IA) . L'activité se retrouve donc à l'intersection de deux boucles de régulation et dispose d'une double nature : elle est un moyen dont le comportement est stimulé par les objectifs qui lui sont assignés du niveau supérieur ; elle représente la source des objectifs propagés avec les décisions vers son processus. L'activité - à son niveau d'abstraction - contrôle et valide l'évolution du Processus, elle-même étant contrôlée par le niveau supérieur. L'organisation dans son ensemble est vue comme une hiérarchie opérationnelle d'activités.
Elle permet donc d'adapter le Système d'information à l'Organisation et non l'inverse, comme on l'a souvent constaté avec les progiciels de gestion intégrés, notamment sous la contrainte du passage à l'an 2000. Elle favorise l'analyse des spécificités du marché par la veille (opportunités et menaces), et développe l'avantage concurrentiel de l'organisation (sa spécificité auto-référentielle).